# Aleiodes quadrum
Aleiodes quadrum är en stekelart som först beskrevs av Vladimir Ivanovich Tobias 1976.  Aleiodes quadrum ingår i släktet Aleiodes och familjen bracksteklar. Inga underarter finns listade i Catalogue of Life.